# Хаммербрюкке
Хаммербрюкке (нем. Hammerbrücke: от слов молот и мост) — бывшая коммуна в немецкой федеральной земле Саксония. С 1 октября 2009 года входит в состав общины Мульденхаммер.
Подчиняется земельной дирекции Хемниц. Входит в состав района Фогтланд.  На 31 декабря 2008 года население Хаммербрюкке составляло 1329 человек. Занимает площадь 8,14 км². Официальный код  —  14 1 78 200.